# A-Division 2005
La A-Division 2005 fu la 20ª edizione della massima serie del campionato bhutanese di calcio disputato tra giugno e agosto 2005 e concluso con la vittoria del Transport United, al suo secondo titolo.
Il campionato era formato da sette squadre e il Transport United vinse il titolo.

## Classifica finale
| Pos. | Squadra           | G  | V | N | P  | Punti |
| ---- | ----------------- | -- | - | - | -- | ----- |
| 1    | Transport Utd     | 12 | 9 | 2 | 1  | 29    |
| 2    | Drukpol           | 12 | 9 | 1 | 2  | 28    |
| 3    | Yeedzin           | 12 | 9 | 1 | 2  | 28    |
| 4    | Druk Star         | 12 | 4 | 2 | 6  | 14    |
| 5    | Royal Bhutan Army | 12 | 3 | 2 | 7  | 11    |
| 6    | Rigzung           | 12 | 2 | 1 | 9  | 7     |
| 7    | Dzongree          | 12 | 2 | 0 | 10 | 6     |

G = Partite giocate; V = Vittorie; N = Nulle/Pareggi; P = Perse; GF = Goal fatti; GS = Goal subiti; 